# Дормаген
Дормаген (нім. Dormagen) — місто в Німеччині, знаходиться в землі Північний Рейн-Вестфалія. Підпорядковується адміністративному округу Дюссельдорф. Входить до складу району Райн-Нойс.
Площа — 85,4 км2. Населення становить 64 500 ос. (станом на 31 грудня 2020).

## Географії

### Адміністративний поділ
Місто  складається з 16 районів:
- Бройх
- Дельгофен
- Дельрат
- Дормаген-Мітте
- Гор
- Гаккенбройх
- Гакгаузен
- Горрем
- Кнехтстеден:
- Ніфенгайм
- Дормаген-Норд
- Райнфельд
- Cт.Петер
- Штраберг
- Штюрцельберг
- Цонс